# Federación de Regiones y Pueblos Solidarios
La Federación de Regiones y Pueblos Solidarios (RPS), Régions & peuples solidaires en  francés, es una federación de partidos políticos regionalistas o autonomistas de Francia. Las tendencias políticas que están representadas van desde el centrismo a la socialdemocracia con una cierta sensibilidad ecologista. Su presidente es Gustave Alirol, del Partit Occitan.

## Historia
En junio de 1994, partidos regionalistas bretones, vascos, corsos, alsacianos, saboyardos, catalanes y occitanos presentaron una lista común para las elecciones al Parlamento Europeo. Llamada "Regiones y Pueblos Solidarios", estuvo encabezada por el corso Max Simeoni. La lista obtuvo 76.436 votos (0'39% de los sufragios escrutados). En noviembre del mismo año esos partidos, reunidos en Aix-en-Provence, decidieron continuar con la dinámica de esta lista creando un movimiento político con el mismo nombre de la lista electoral. El Congreso Constituyente de RPS tuvo lugar en noviembre de 1995 en Rennes (Bretaña).

## Posicionamiento político

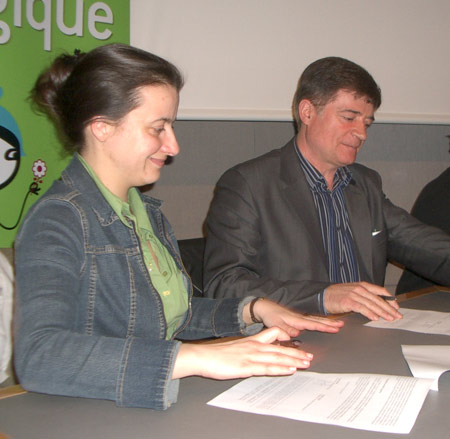
Firma del acuerdo entre Les Verts y Régions et peuples solidaires (RPS). 2007

La federación RPS agrupa a partidos que se oponen a la violencia. Pretende hacer evolucionar a las instituciones francesas hacia el federalismo interno y reducir las desigualdades de desarrollo entre los territorios. El investigador Tudi Kernalegenn indica que la ideología de RPS pretende "dar respuesta a todos los sujetos políticos, socio-económicos y sociales, haciendo gala de la gran diversidad ideológica de los miembros de RPS". Afirman que la ecología es un tema muy presente, hasta el punto de ser uno de los conceptos centrales de RPS: "el refuerzo del territorio regional y la valorización de la diversidad cultural".

## Carta de RPS
La federación RPS cuenta con una carta para federar a sus organizaciones miembro en una serie de valores comunes, que consta de 13 artículos:
- Artículo 1: combatir el centralismo parisino y asimismo la Europa de los estados para reducir las desigualdades de desarrollo que éstos engendran o acentúan en detrimento de la mayor parte de las regiones y pueblos.
- Artículo 2: permtir a cada ciudadano/a, si esa es su voluntad, estudiar, formarse, trabajar y vivir decentemente en el país.
- Artículo 3: luchar contra las injusticias y luchar en favor del progreso social.
- Artículo 4: favorecer la autogestión de las economías de nuestras regiones y pueblos respectivos, lo que será garantía de su desarrollo cultural e intelectual.
- Artículo 5: favorecer un desarrollo sostenible, duradero y armonioso con el entorno del territorio europeo.
- Artículo 6: enfatizar la riqueza que aporta la diversidad, incluida la económica, en un mundo futuro donde una identidad fuerte y abierta es un factor de dinamismo y donde el potencial cultural será de primera importancia.
- Artículo 7: alentar la diversidad cultural y promover las identidades (lingüísticas y culturales) en particular para una oficialización de los idiomas de nuestros pueblos y nuestras comunidades.
- Artículo 8: preservar, acercar y valorizar el patrimonio cultural e histórico.
- Artículo 9: desarrollar la democracia local para la implicación permanente de los ciudadanos en los centros de decisión política y para poner en práctica el referéndum de iniciativa popular.
- Artículo 10: promover en Francia y Europa el federalismo de base regional o comunitaria bajo los principios de autonomía, cooperación y solidaridad.
- Artículo 11: permitir a los pueblos divididos por fronteras interestatales, herederas de las guerras, reunirse en favor de los procesos de unificación de Europa.
- Artículo 12: desarrollar la solidaridad con los pueblos en vías de desarrollo, del sur y del este de Europa.
- Artículo 13: combatir todas las formas de racismo y xenofobia y trabajar hacia una mejor comprensión entre los pueblos y las comunidades, dentro del intercambio y la aceptación mutua de las culturas.

## Miembros actuales
Sus miembros son:
| Territorio     | Partido                                                           | Siglas    | Ideología                                                                              | Miembro desde |
| -------------- | ----------------------------------------------------------------- | --------- | -------------------------------------------------------------------------------------- | ------------- |
| Alsacia        | Unser Land                                                        | -         | Autonomismo, centrismo, nacionalismo alsaciano                                         | 2010          |
| Bretaña        | Unión Democrática Bretona                                         | UDB       | Autonomismo, socialdemocracia, socialismo democrático, ecologismo, nacionalismo bretón | 1994          |
| Cataluña Norte | Esquerra Republicana de Catalunya                                 | ERC       | Autonomismo, socialdemocracia, independentismo catalán                                 | ?             |
| Córcega        | Partido de la Nación Corsa                                        | PNC       | Autonomismo, socialdemocracia, ecologismo, nacionalismo corso                          | 2002          |
| Delfinado      | Dauphiné démocratique                                             | -         | Confederalismo, democracia directa, ecologismo                                         | 2002          |
| Mosela         | 57 - Le Parti des Mosellans / Partei der Mosellothringer          | 57-PDM    | Regionalismo, centrismo                                                                | 2015          |
| Occitania      | Partit Occitan                                                    | PÒC       | Autonomismo, socialdemocracia, nacionalismo occitano                                   | 1994          |
| Euskal Herria  | Abertzaleen Batasuna Eusko Alkartasuna Partido Nacionalista Vasco | AB EA PNV | Autonomismo, socialdemocracia, ecologismo, centrismo, nacionalismo vasco               | ? 1994 1997   |
| Saboya         | Mouvement région Savoie                                           | MRS       | Autonomismo, regionalismo, democracia participativa                                    | 1994          |
| Tamazgha       | Consejo Mundial Amazigh                                           | CMA       | Organización No Gubernamental internacional                                            | 2009          |

## Antiguos miembros
- Alsacia: Unión del Pueblo Alsaciano; Fer's Elsass;
- Bretaña: Frankiz Breizh
- Cataluña Norte: Bloc Català
- Córcega: Union du peuple corse
- Franco-Condado: Rassemblement du Peuple Franc-Comtois
- Saboya: Ligue Savoisienne

## Elecciones
En las Elecciones europeas de 2009, la Federación formó parte de la coalición Europe Écologie junto a Los Verdes y de diversos miembros de asociaciones e independientes. Esta coalición obtuvo un resultado histórico: 16.28% de los votos y 13 eurodiputados (alcanzando casi al Partido Socialista - 16,48% -) e integrándose en el Parlamento Europeo en el grupo Verdes/ALE. Segundo en la lista del Sudeste, su representante François Alfonsi fue elegido eurodiputado.